# میگل پاسیوس
میگل پاسیوس (انگلیسی: Miguel Pacios؛ زادهٔ ۱۰ مارس ۱۹۷۷) بازیکن فوتبال اهل فرانسه است.
از باشگاه‌هایی که در آن بازی کرده‌است می‌توان به باشگاه فوتبال کن اشاره کرد.